# I Mjong-bak
I Mjong-bak, hangul: 이명박, hančča: 李明博 (* 19. prosince 1941 Ósaka) je jihokorejský politik, jenž v letech 2008–2013 zastával úřad prezidenta Jižní Koreje. Ve funkci proslul především přitvrzením postoje vůči Severní Koreji. Za jeho vlády byla Korea pozvána do skupiny ekonomicky nejsilnějších zemí světa, tzv. G 20. Před zvolením pracoval jako výkonný ředitel firmy Hyundai. V letech 2002–2007 byl starostou Soulu.

## Biografie
Za studentských let byl vězněn za podíl na demonstracích proti japonsko-korejským jednáním o narovnání vzájemných vztahů. Výkonným ředitelem Huyndai se stal v 35 letech, což je dodnes jihokorejský rekord. Byl jedním z hlavních strůjců expanze firmy. Když do ní nastoupil roku 1965, měla jen 65 zaměstnanců, roku 1992, když jí opuštěl a vstupoval do politiky, již 160 000 zaměstnanců po celém světě. Ke vstupu do politiky ho prý inspiroval Michail Gorbačov, který mu dokázal, že politik může změnit svět.
Roku 2002 se stal starostou Soulu, který nechal významně zrekonstruovat a udělal z něj oázu zeleně. V roce 2007 zvítězil v prezidentských volbách, když získal 48,7 procent hlasů. Funkce se ujal v únoru 2008. Ihned začal realizovat svůj plán na pozvednutí jihokorejské ekonomiky (tzv. plán 7-4-7), jehož součástí je rozsáhlá privatizace (jihokorejská ekonomika měla vždy dosti rozsáhlý státní sektor) i kontroverzní plán na vybudování 540 kilometrů dlouhého vodního kanálu spojujícího Soul a Pusan. Plán 7-4-7 byl nazván podle základních ekonomických cílů: sedmiprocentní růst HDP, 40 000 dolarů HDP na hlavu a sedmá největší ekonomika světa. Jeho ekonomická strategie je někdy též nazývána "mbnomika". Jeho vládu ovšem provází řada korupčních skandálů.
V zahraničních vztazích krom tradičního spojenectví s USA vsadil též na dialog s Japonskem, Čínou a Ruskem. Po vypuknutí finanční krize roku 2008 dokonce inicioval tzv. tripartitu, pravidelné schůzky nejvyšších představitelů Koreje, Číny a Japonska, na nichž koordinují svůj boj s krizí. Za jeho vlády byla Korea pozvána do skupiny G 20 a byla také první zemí nepatřící do G 8, která hostila summit G 20. Svět Iho nicméně nejvíce vnímal jako aktéra zhoršení vztahů se Severní Koreou a v souvislosti s několikerou hrozbou znovuvypuknutí vojenského střetu dvou Korejí.